# Tour Les Poissons
Tour Les Poissons è un grattacielo completato nel 1970 a Courbevoie, nel quartiere degli affari La Défense, a ovest di Parigi, in Francia. 

## Caratteristiche
Alto 129,5 metri e con 42 piani, il suo design comprende una torre bianca unita a una torre nera più piccola. I trenta piani inferiori dell'edificio ospitano appartamenti residenziali e i dieci piani superiori sono dedicati agli uffici. La differenza di utilizzo è visibile dall'esterno, poiché i piani degli uffici hanno finestre più ampie.
Nel 2006 venne rimossa dalla cima dell'edificio la guglia ornamentale di 22 metri che fece scendere l'altezza da 150 metri circa agli attuali 129,5.